# 만포시
만포시(滿浦市)는 조선민주주의인민공화국 자강도 북서부에 있는 도시이다.
압록강 연안에 위치하는 국경의 도시로서, 맞은편은 중화인민공화국 지린성 지안 시이다. 강폭이 좁고 지안측으로부터 만포의 시가지를 바라볼 수 있기 때문에 자주 중국· 조선민주주의인민공화국 국경 지대의 취재 때 다루어진다.

## 지리
자강도 중북부의 압록강을 따라서 뻗어있는 시이다. 북동쪽으로 자성군, 동쪽으로 장강군, 남쪽으로 시중군, 서남쪽으로 위원군이 있다.
연평균 기온은 6.5°C이며, 1월 평균 기온은 -14.4°C, 7월 평균 기온은 23.6°C이다. 연평균 강우량은 947.8mm이다.
맞은편의 지안과의 사이에는 철도교가 가설되어 있어 유통의 거점이 되고 있다.

## 역사
예전에는 평안북도 강계군의 일부로서 만포진(滿浦鎭)으로 불렸다.
국경의 요충지이며 일제강점기에는 세관 지서와 수비대가 있었다. 1920년경에는 만주에서 활동하는 항일유격대가 자주 이곳을 공격하였다. 1937년에는 만주로의 철도교가 놓여져 제국주의 일본의 만주 지배를 위한 교통로의 하나가 되었다. 한국전쟁 때에는 중국인민지원군이 지안으로부터 만포에 월경하였다.
- 1940년 11월 1일 : 강계군 문옥면이 만포읍으로 승격하였다.[3]
- 1944년 5월 10일 : 자성군 삼풍면 운봉동을 강계군 만포읍에 편입하였다.[4]
- 1949년 : 자강도가 생기면서 강계군 북부를 만포군으로 신설했다.
- 1952년 : 시중면을 시중군으로 분리했다.
- 1961년 : 만포시로 승격되었다.

## 경제
제재업과 교통이 잘 발달되어 있다. 아연광산이 있고 만포정련소가 있어 구리를 정련하고 있다.

## 교통

### 철도
시가지에 위치한 만포청년역에서 만포선과 북부내륙선이 서로 합류한다.

### 기타
- 국경대교 - 1937년에 건설된 철도 전용교

## 기후
| 만포의 기후              | 만포의 기후  | 만포의 기후 | 만포의 기후 | 만포의 기후 | 만포의 기후 | 만포의 기후 | 만포의 기후 | 만포의 기후 | 만포의 기후 | 만포의 기후 | 만포의 기후 | 만포의 기후 | 만포의 기후 |
| 월                       | 1월          | 2월         | 3월         | 4월         | 5월         | 6월         | 7월         | 8월         | 9월         | 10월        | 11월        | 12월        | 연간        |
| ------------------------ | ------------ | ----------- | ----------- | ----------- | ----------- | ----------- | ----------- | ----------- | ----------- | ----------- | ----------- | ----------- | ----------- |
| 일평균 최고 기온 °C (°F) | −6.3 (20.7)  | −1.9 (28.6) | 5.9 (42.6)  | 15.8 (60.4) | 22.6 (72.7) | 26.2 (79.2) | 28.3 (82.9) | 27.8 (82.0) | 22.2 (72.0) | 15.4 (59.7) | 4.9 (40.8)  | −4.0 (24.8) | 13.1 (55.5) |
| 일일 평균 기온 °C (°F)   | −12.9 (8.8)  | −8.6 (16.5) | 0.2 (32.4)  | 8.8 (47.8)  | 15.4 (59.7) | 20.1 (68.2) | 23.4 (74.1) | 22.9 (73.2) | 16.2 (61.2) | 8.8 (47.8)  | −0.1 (31.8) | −9.4 (15.1) | 7.1 (44.7)  |
| 일평균 최저 기온 °C (°F) | −19.5 (−3.1) | −15.2 (4.6) | −5.5 (22.1) | 1.9 (35.4)  | 8.3 (46.9)  | 14.0 (57.2) | 18.6 (65.5) | 18.0 (64.4) | 10.3 (50.5) | 2.2 (36.0)  | −5.1 (22.8) | −14.8 (5.4) | 1.1 (34.0)  |
| 평균 강수량 mm (인치)    | 11 (0.4)     | 13 (0.5)    | 20 (0.8)    | 51 (2.0)    | 71 (2.8)    | 116 (4.6)   | 236 (9.3)   | 220 (8.7)   | 90 (3.5)    | 44 (1.7)    | 33 (1.3)    | 16 (0.6)    | 921 (36.2)  |
| 출처: Climate-Data.org   |              |             |             |             |             |             |             |             |             |             |             |             |             |

## 행정 구역
만포시는 11동과 15리로 이루어져 있다.
| - 강안동(江岸洞) - 고개동(高蓋洞) - 관문동(關門洞) - 구오동(九五洞) - 군막동(軍幕洞) - 문악동(文岳洞) - 별오동(別午洞) - 봉화동(烽火洞) - 새마을동 - 샘물동 - 세검동(洗劍洞) | - 건상리(乾上里) - 건중리(乾中里) - 건하리(乾下里) - 고산리(高山里) - 남상리(南上里) - 등공리(登公里) - 미타리(美他里) - 삼강리(三江里) - 송하리(松下里) - 송학리(松鶴里) - 십리동리(十里洞里) - 연상리(延上里) - 연포리(煙浦里) - 연하리(延下里) - 함부리(咸富里) |

## 같이 보기
- 조선민주주의인민공화국의 지리

## 참고 자료
- Dormels, Rainer. North Korea's Cities: Industrial facilities, internal structures and typification. Jimoondang, 2014. ISBN 978-89-6297-167-5